# Collegio di Inverness, Skye and West Ross-shire
Inverness, Skye and West Ross-shire è un collegio elettorale scozzese della Camera dei comuni del Parlamento del Regno Unito. Elegge un membro del Parlamento con il sistema first-past-the-post, ossia maggioritario a turno unico; rappresentante del collegio, dal 2019, è il liberal democratico Angus MacDonald.

## Estensione
Il collegio comprende i seguenti ward delle Highland:
- Caol and Mallaig, Eilean á Chèo, la parte nord-orientale di Fort William and Ardnamurchan, Wester Ross e Strathpeffer, provenienti del precedente collegio di Ross, Skye and Lochaber
- Aird and Loch Ness, Culloden and Ardersier, Inverness Central, Inverness Millburn, Inverness Ness-side, Inverness South e Inverness West, provenienti dal precedente collegio di Inverness, Nairn, Badenoch and Strathspey.

## Membri del parlamento
| Elezione | Elezione | Deputato        | Partito             |
| -------- | -------- | --------------- | ------------------- |
|          | 2024     | Angus MacDonald | Liberal Democratici |

## Risultati elettorali

### Elezioni negli anni 2020
| Partito                    | Partito                                    | Candidato                  | Risultati 4 luglio 2024 | Risultati 4 luglio 2024 |
| Partito                    | Partito                                    | Candidato                  | Voti                    | %                       |
| -------------------------- | ------------------------------------------ | -------------------------- | ----------------------- | ----------------------- |
|                            | Lib Dem                                    | Angus MacDonald            | 18 159                  | 37,79                   |
|                            | SNP                                        | Drew Hendry                | 15 999                  | 33,29                   |
|                            | Laburista                                  | Michael Perera             | 6 246                   | 13,00                   |
|                            | Reform UK                                  | Dillan Hill                | 2 934                   | 6,11                    |
|                            | Conservatore                               | Ruraidh Stewart            | 2 502                   | 5,21                    |
|                            | Verdi                                      | Peter Newman               | 2 038                   | 4,24                    |
|                            | Eguaglianza Socialista                     | Darren Paxton              | 178                     | 0,37                    |
|                            |                                            |                            |                         |                         |
| Iscritti                   | Iscritti                                   | Iscritti                   | 77 927                  | 100,00                  |
| ↳ Votanti (% su iscritti)  | ↳ Votanti (% su iscritti)                  | ↳ Votanti (% su iscritti)  | 48 056                  | 61,67                   |
| ↳ Astenuti (% su iscritti) | ↳ Astenuti (% su iscritti)                 | ↳ Astenuti (% su iscritti) | 29 871                  | 38,33                   |
|                            |                                            |                            |                         |                         |
|                            | Esito: collegio a Lib Dem (nuovo collegio) |                            |                         |                         |